# 福瑟姆鎮區 (明尼蘇達州諾曼縣)
福瑟姆鎮區（英語：Fossum Township）是位於美國明尼蘇達州諾曼縣的一個行政鎮區。

## 地方資料
福瑟姆鎮區的面積為93.32平方千米，當中陸地面積為92.43平方千米，而水域面積為0.89平方千米。根據2020年美國人口普查的數據，當地共有人口135人，而人口密度為每平方千米1.45人。